# Negociador (Roma Antiga)

Périplo do Mar Eritreu ,mostrando rotas de comércio

Negociadores (em latim: negociatores) eram os empresários do mundo romano. Em fontes literárias do período republicano, principalmente Cícero, negociadores ou pessoas que  negotia gerunt ('realizar negócios'), são encontradas como membros de comunidades residentes de cidadãos italianos e romanos em todas as províncias do império, mais freqüentemente em os principais centros urbanos e portos. O termo é usado de forma muito ampla e raramente é definido de alguma maneira específica. É claro que muitos descritos por Cícero como negociadores tinham alto status equestre. Os negociadores forneceram organização de mercados, investimento em transporte marítimo e, em um mundo em que a oferta de dinheiro era incerta, crédito para facilitar negócios. Eles também compraram e venderam produtos básicos a granel ou comercializaram quantidades por atacado de mercadorias. 
Em alguns casos, os argentários (em latim: argentarii) são considerados um subconjunto dos negociadores e em outros como um grupo à parte. Os argentários atuavam como agentes em leilões públicos ou privados, mantinham depósitos em dinheiro para indivíduos, cheques descontados (prescrição) e serviam como cambistas.